# Bignoux

Bignoux este o comună în departamentul Vienne, Franța. În 2009 avea o populație de 1,044 de locuitori.